# AOK Kerkyra
Maillots
Le Athlitikós Ómilos Kasiópi Podosfairikí Athlitikí Enosi Kérkyra (en grec moderne : Αθλητικός Όμιλος Κασιόπι Ποδοσφαιρική Αθλητική Ενωση Κέρκυρα), plus couramment abrégé en AOK PAE Kerkyra, est un club grec de football fondé en 1969, et basé dans la ville de Corfou, sur l'île du même nom.

## Historique
- 1969 : fondation du club

## Palmarès
| \| - Championnat de Grèce de deuxième division (1) : - Champion : 2003-2004[2]. - Vice-champion : 2005-2006 et 2009-2010. - Championnat de Grèce de troisième division (1) : - Champion : 2001-2002. \| \| - Championnat de Grèce de quatrième division (1) : - Champion : 2000-2001 (Gr. 4) et 1995-1996 (Gr. 3). \| |  | |
| - Championnat de Grèce de deuxième division (1) : - Champion : 2003-2004. - Vice-champion : 2005-2006 et 2009-2010. - Championnat de Grèce de troisième division (1) : - Champion : 2001-2002. |  | - Championnat de Grèce de quatrième division (1) : - Champion : 2000-2001 (Gr. 4) et 1995-1996 (Gr. 3). |

## Personnalités du club

### Présidents
| - Spyros Kalogiannis - Charis Koutsouris | - Giorgos Zarkadas - Lambros Georgakopoulos |

### Entraîneurs
| - Nikos Pantelis (1996) - Babis Tennes (2002 - 2003) - Níkos Anastópoulos (2003 - 2005) - Georgios Firos (2005) - Babis Tennes (2005 - 2008) - Nikos Pantelis (2008 - 2009) - Babis Tennes (2009 - 2010) - Božidar Bandović (2010 - 2011) - Javi Gracia (2011 - 2012) - Timos Kavakas (2012) - Apostolos Mantzios (2012 - 2013) | - Giannis Papakostas (2013 - 2014) - Apostolos Mantzios (2012 - 2013) - Giannis Papakostas (2013) - Michalis Grigoriou (2013 - 2015) - Sakis Tsiolis (2015 - 2016) - Angelos Digozis (2016) - Michalis Grigoriou (2016 - 2017) - Kostas Christoforakis (2017) - Dimítrios Eleftherópoulos (2017) - Kostas Christoforakis (2017) - Alekos Vosniadis (2017) | - Sakis Tsiolis (2017 - 2018) - Giannis Mantzourakis (2018) - Dimitrios Spanos (2018 - 2019) - Petros Stoilas (2019) - Níkos Anastópoulos (2019) - Anastasios Theos (2019) - Leonidas Vokolos (2019) - Roberto Bolano (2019) - Kostas Christoforakis (2019) - Nikolaos Theodosiadis (2019 - 2020) - Kostas Christoforakis (2020 - ) |

## Historique du logo

Ancien logo
Logo actuel